# Virginia Balistrieri
Virginia Balistrieri, citata anche come Virginia Balestrieri (Trapani, 15 gennaio 1888 – Roma, 3 agosto 1960), è stata un'attrice italiana.

## Biografia
Attrice teatrale e di cinema, Virginia Balistrieri ha iniziato a recitare vicino a Giovanni Grasso e sotto la direzione di Nino Martoglio nel cinema muto. Successivamente ha recitato al fianco di numerosi attori italiani, fra cui Umberto Spadaro, Vittorio De Sica, Virna Lisi, Amedeo Nazzari, Nino Taranto, Anthony Quinn e Vittorio Gassman.
Moglie di Giovanni Grasso jr., attore (1888-1963), era sorella di Desdemona Balistrieri, anch'essa attrice e moglie di Angelo Musco. Morì a Roma nel 1960.

## Filmografia

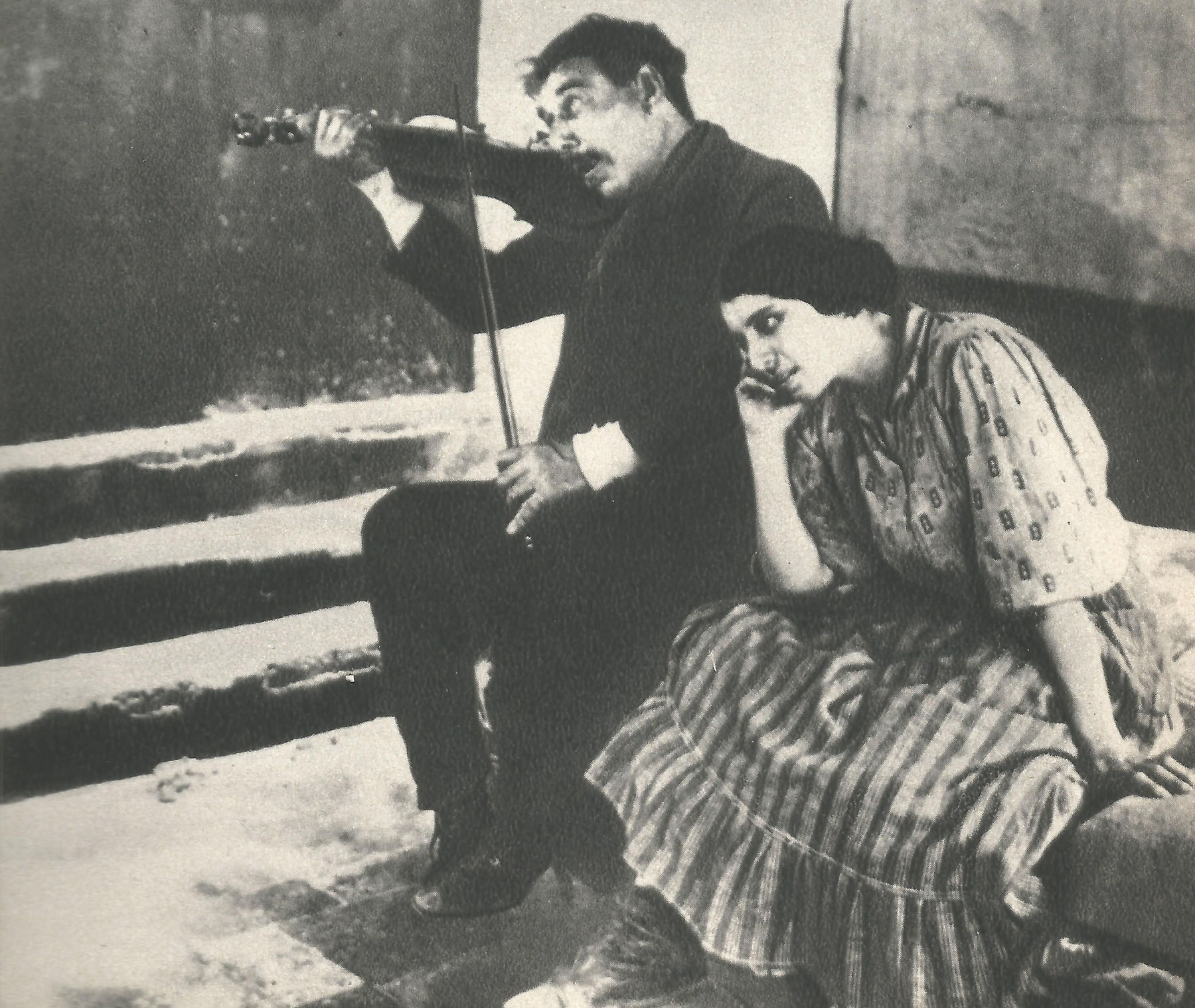
Giovanni Grasso e Virginia Balistrieri in Sperduti nel buio (1914)

- Sperduti nel buio, regia di Nino Martoglio (1914)
- Capitan Blanco, regia di Nino Martoglio (1914)
- La guerra e la moda (1916)
- Il latitante, regia di Raffaele Cosentino (1916)
- Terra di nessuno, regia di Mario Baffico (1939)
- Mare, regia di Mario Baffico (1940)
- Malìa, regia di Giuseppe Amato (1946)
- Sono io l'assassino, regia di Roberto Bianchi Montero (1947)
- I fuorilegge, regia di Aldo Vergano (1949)
- Lo sparviero del Nilo, regia di Giacomo Gentilomo (1950)
- Margherita da Cortona, regia di Mario Bonnard (1950)
- Benvenuto reverendo!, regia di Aldo Fabrizi (1950)
- La scogliera del peccato, regia di Roberto Bianchi Montero (1950)
- Auguri e figli maschi!, regia di Giorgio Simonelli (1951)
- C'era una volta Angelo Musco, regia di Giorgio Walter Chili - Documentario (1953)
- Cavalleria rusticana (1953) regia di Carmine Gallone
- Anni facili, regia di Luigi Zampa (1953)
- Maruzzella, regia di Luigi Capuano (1956)
- Onore e sangue, regia di Luigi Capuano (1957)
- Ascoltami, regia di Carlo Campogalliani (1957)
- Il mondo dei miracoli, regia di Luigi Capuano (1958)